# Anthurium ecuadorense
Anthurium ecuadorense är en kallaväxtart som beskrevs av Adolf Engler. Anthurium ecuadorense ingår i släktet Anthurium och familjen kallaväxter. Inga underarter finns listade.